# 大刀會
大刀會，清代民間秘密結社團體之一。俗名「金鐘罩」亦名「仁義會」。是白蓮教的分支。其會員以農民為主，包括城鄉手工業者，貧苦知識分子和小商販等。會員遍佈山東、河南、安徽、江蘇、奉天、直隶等省份。:89

## 起源与发展
大刀会最早产生在1894年的山东曹县一带，由于当地洋教教会存在对百姓的欺压，当地人以“兴华灭洋，保卫身家”的口号组成大刀会，后演变为“扶清灭洋”。1896年6月，江蘇砀山（今屬安徽）大刀會首領龐盛選（龐三傑）向山東曹、單等縣大刀會求援，以反擾教會。山東大刀會首領劉士端即派彭桂林帶領會眾千余至碭山，焚燬劉堤頭外國教堂。銅山（今屬江蘇）、豐縣、蕭縣（今屬安徽）及山東等地大刀會紛起響應反對教會，被清政府山東及江蘇的駐軍鎮壓。次年7月，碭山縣大刀會眾再次攻打教堂，銅山、豐縣會眾準備再次起事，旋遭鎮壓。同年山東大刀會在曹州殺死兩名德國教士和眾教民，引致德國出兵，清政府戰敗，割膠州灣。大刀會的反洋教暴亂，是早期義和團運動興起的前驅之一。辛亥革命時期，山東的大刀會眾也曾支持過革命黨人張繼、宋教仁等。但該會亦曾被地主階級利用來反對農民起義。
大刀会在各地有不同的发展，故各地的政治、经济、组织形式上都有很大的差别。到了民国时期，大刀会的影响力更为广泛，国民政府多次下令清剿，但收效甚微。:891949年中共打赢第二次国共内战前后，福建地区的大刀会被纳入“反共救国军”的体系，成为中华人民共和国前期的主要反对武装之一，:90中共方面亦将大刀会视为国民党当局的“特务土匪”。直至1951年4月，大刀会最后在福建的残余势力才被基本消灭。:151
现在，许多新解放区的广大人民，在饱受日本帝国主义和国民党匪帮十二年的残酷剥削和兵燹之灾以后，迫切地要求社会秩序的安定，城乡贸易的畅通，经济生活的恢复正常，以便迅速治好战争破坏的创伤，重整自己的家业。但美帝国主义和国民党反动派有计划地制造的特务土匪的骚扰作乱，烧杀淫掠，却使人民的要求无法实现。在人民解放军消灭或击溃国民党匪军，解放广大的城市和乡村以后，如果许多地方实际上仍为特务土匪和反动势力所控制，则人民政府的政策法令无法推行，旧的反动政权不能改造，人民的负担很难减轻和公平，救灾治水等要急之举也受到障碍，一切革命工作无法展开，城乡关系不能沟通，人民币不能占领广大的市场，经济生活无法恢复，城市将被孤立，农村将被窒息。因此，在解脱国民党暴政的压迫之后，特务土匪便是人民当前最主要的和最可恶的敌人；而肃清土匪，安定民生，则成为各阶层人民共同的迫切要求。因此，发动大批干部和革命的工人、学生下乡，配合人民解放军的武装力量，动员广大农民，肃清土匪特务，推翻反革命恶霸分子的统治，安定秩序，发展生产，进而有系统地有步骤地进行各种社会改革，便必然应该成为一个时期的中心任务。许多地方的经验都告诉我们：凡是新解放地区，起初必须有一个相当长的时期，集中全力进行剿匪反恶霸斗争，摧毁国民党反动势力，才能打开局面，站稳脚眼。这几乎已成为斗争发展必经的过程。谁要是不及时地抓紧这一环节，便难免要走弯路，而且终究要回过头来重新做起。——新华社，«中共中央文件选集»第14册

## 分类
會內分坎門和離門兩支。離門燒香唸咒，不動刀槍；坎門除唸咒外，還練習刀槍武功，設立壇場，傳授徒弟，是具有宗教色彩的政治團體。其政治宗旨「以掃清滅洋為幟」經常發動暴亂反對教會。其名称也各不相同，可以从服装颜色（如黄甲会、青带会）、武器（如白扇会、花篮会）、迷信角度（如八仙会、八卦会）等方面命名。:89